# Dieter Dierks
Dieter Dierks (Stommeln, 9 febbraio 1943) è un produttore discografico tedesco.

## Biografia
Dierks esordì nel mondo della musica divenendo produttore degli Hush, degli Ash Ra Tempel, dei Nektar e dei Tangerine Dream, per poi raggiungere l'apice del successo gestendo l'allora band emergente rock Scorpions. Con il suddetto gruppo lavorò dal 1975 al 1990. 
Dieter è il fondatore dei leggendari Dierks Studios di Colonia, all'interno dei quali registrarono artisti come Accept, Michael Jackson, Tina Turner, Twisted Sister, Scorpions, Timothy Leary, Die Toten Hosen, Tangerine Dream e molti altri.
Dieter è divorziato e ha quattro figli; Michael Dierks è un attore e sua figlia Dominique Schilling è una scrittrice che viva a Los Angeles, Michaela Dierks, la sua figlia più grande, è un promotrice televisiva e musicale e il suo figlio più giovane, Julien Freundt, è uno studente.